# Reineskarvet
Reineskarvet er et bjergmassiv i Skarvheimen i Ål kommune, Viken fylke i Norge. Det har en højyde på 1.791 meter over havet. Reineskarvet er omkring femten kilometer langt og strækker sig fra Lauvdalen og Reinestølen i sydøst mot Djup og Djupsbotn i nordvest. Fjeldet har karakteristiske bratte kanter mod sdvest, akkurat som Hallingskarvet længere mod vest.